# سكيبتيكال إنكوايرر (مجلة)
سكيبتيكال إنكوايرر (بالإنكليزية: Skeptical Inquirer، القاصي المتشكك) هي مجلة أمريكية عامة تصدر كل شهرين وتصدرها لجنة الاستفسار عن الشك مع العنوان الفرعي: "مجلة العلم والعقلانية. في عام 2016 احتفلت بعيدها الأربعين. بالنسبة لمعظم وجودها، تم نشر "المتشكك في الاستعلام" من قبل لجنة التحقيق العلمي للبحث في مزاعم الخوارق، المعروفة على نطاق واسع باسم "لجنة تقصي العلوم لمزاعم الظواهر الفوق طبيعية". في عام 2006، اختصر المجلس التنفيذي الاسم إلى "لجنة التحقيق المتشكك" ووسّع بيان مهمتها.

## بيان المهمة

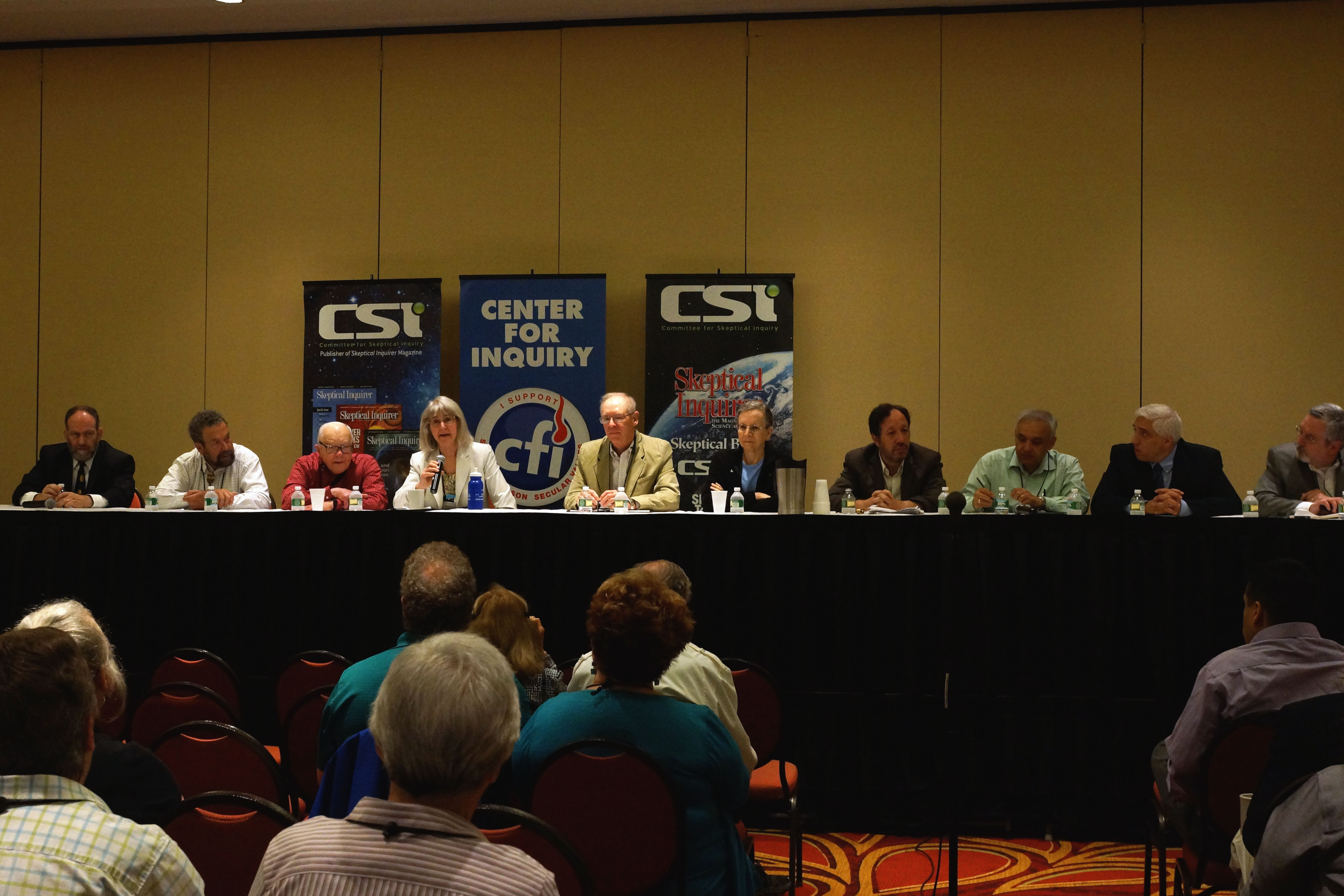
المجلس التنفيذي للجنة التحقيق المتشكك (CSI) يجيب على أسئلة الأعضاء خلال مؤتمر "سبب التغيير" التابع لمركز التحقيق، أمهيرست، نيويورك، يونيو 2015

ينص بيان المهمة الرسمي، الذي تمت الموافقة عليه في عام 2006 وما زال ساري المفعول، على ما يلي:
«تعمل لجنة التحقيق المتشكك على تشجيع البحث العلمي والعلم والتفكير النقدي وتعليم العلوم واستخدام العقل في دراسة القضايا المهمة. ويشجع التحقيق الناقد في الادعاءات المثيرة للجدل أو غير العادية من وجهة نظر علمية مسؤولة ونشر المعلومات الوقائعية حول نتائج هذه التحقيقات على المجتمع العلمي ووسائل الإعلام والجمهور» 

## الذكرى الثلاثون في عام 2006
احتفالا بمرور ثلاثين عامًا على سكيبتيكال انكوايرر في عام 2006، ذكر مؤسس اللجنة بول كورتز أربع سياسات طويلة الأمد:
1. نقد الإدعاءات بالخوارق اللاطبيعية والعلم المزيف.
2. إدراج المنهجية العلمية كأسلوب استقصاء
3. إعادة النظرة المتوازنة العلمية في عمل وسائل الإعلام
4. تدريس الفكر النقدي في المدارس.[3]

## الذكرى الأربعون في عام 2016
في مراجعة لأربعين عامًا منعمل لجنة الشكوك التي نُشرت في عام 2015، كتب فريزر، «... لقد بذلنا قصارى جهدنا للحفاظ على ضوء العقل والعقلانية ولزرع التفكير العلمي في الجمهور الأوسع. لقد درسنا بشكل نقدي الآلاف من الادعاءات والتأكيدات الفردية، ونشرنا النتائج ليراها العالم. لقد استكشفنا فعليًا كل قضية مهمة للمتشككين. لقد شجعنا على المزيد من الشكوك في وسائل الإعلام وخدمتها كمصدر للمعلومات العلمية الموثوقة. لقد بذلنا قصارى جهدنا لتوعية الآخرين بالأخطار التي تهدد الديمقراطية من كل الالتباسات بين الواقع والخيال، والإحساس بالهراء، والعلوم الحقيقية وأتباعها وأعدائها.» 

## معرض صور

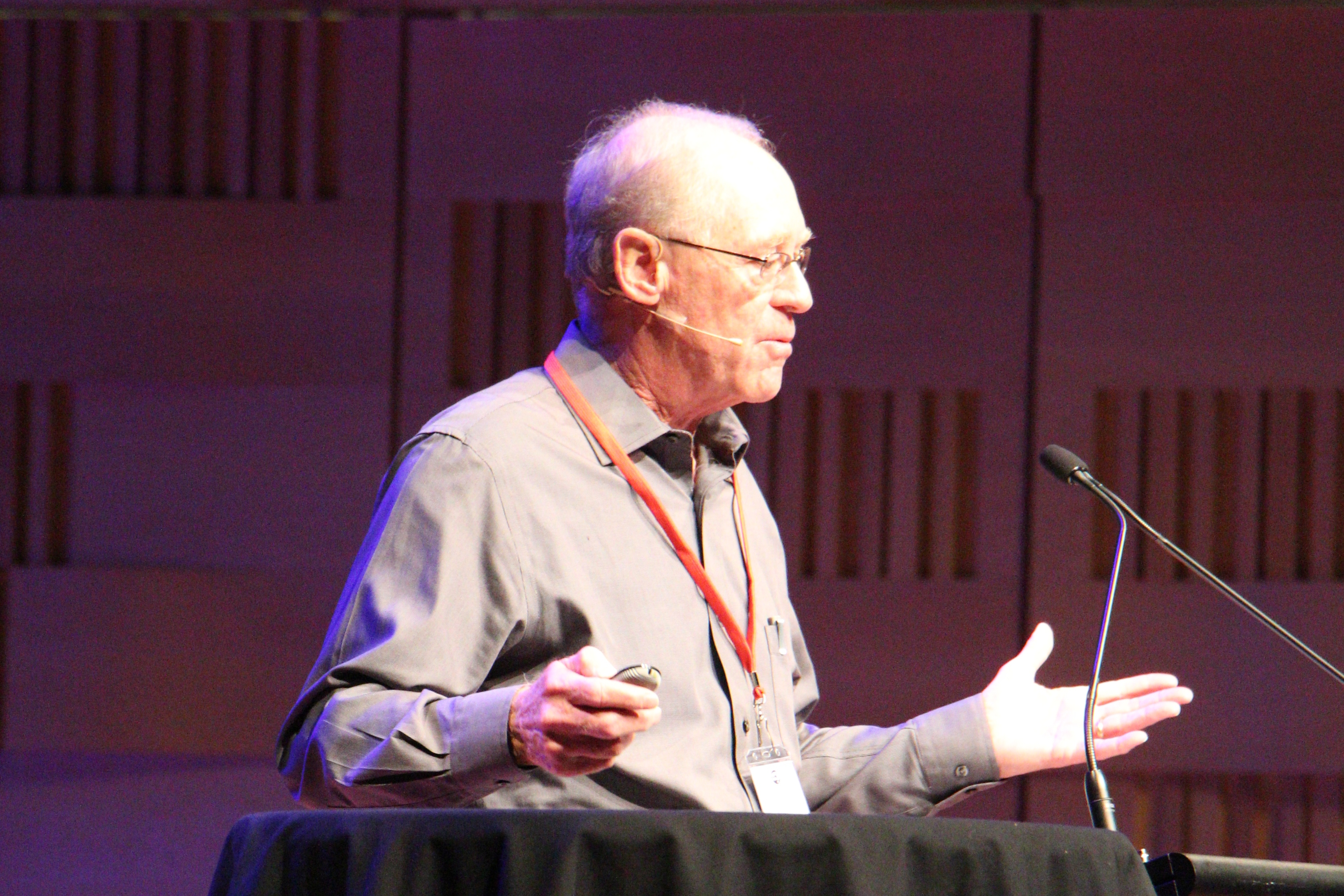
اتفاقية المتشككين الأسترالية - سيدني 2014 - كين فريزر
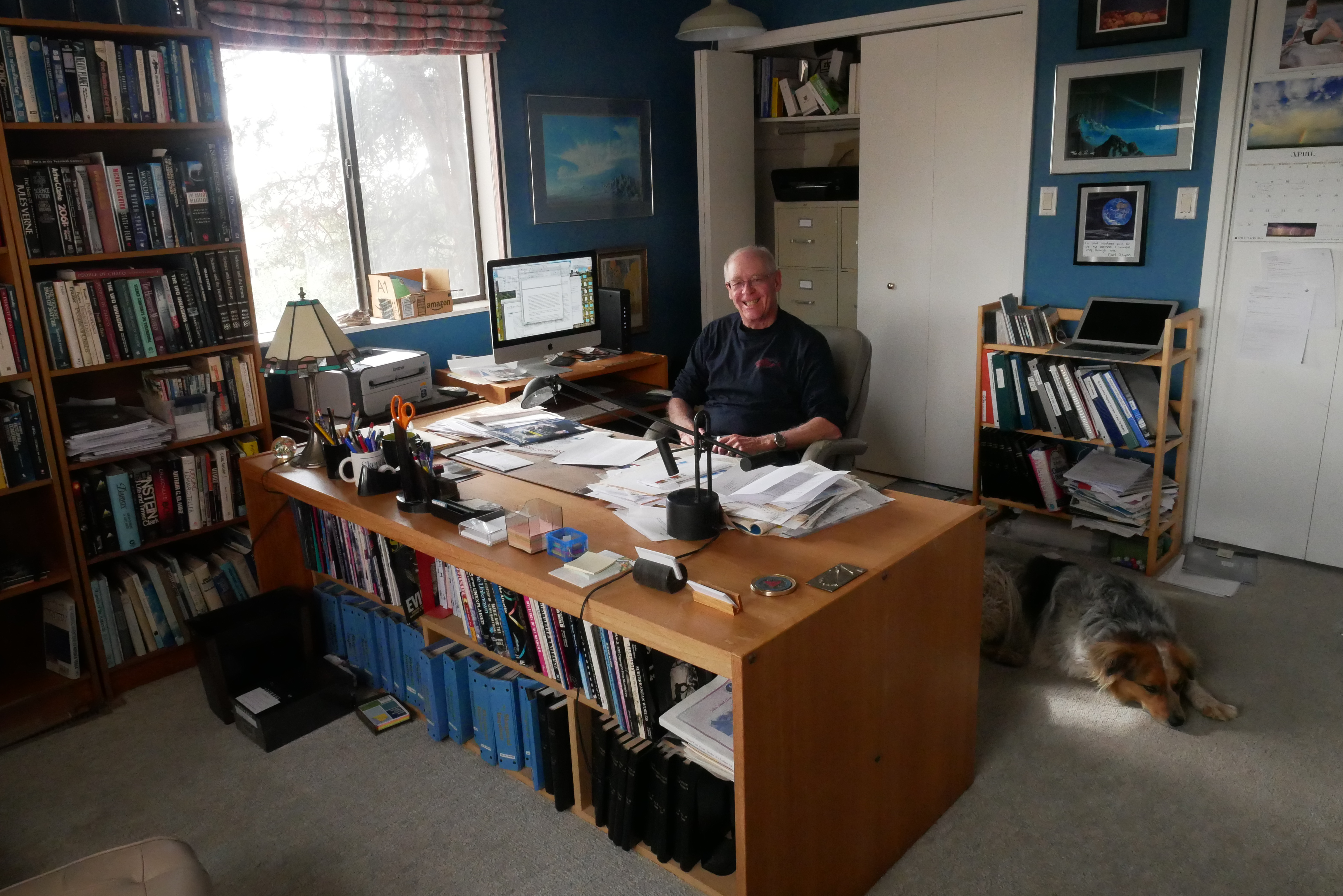
كين فريزر في منصبه 2018
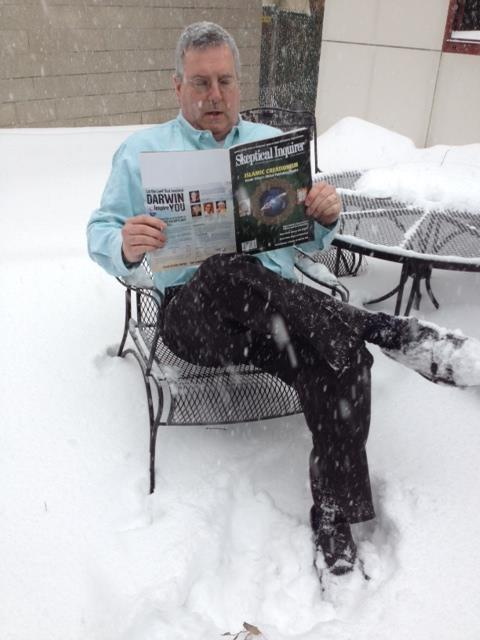
باري كار  [لغات أخرى]‏ يقرأ مجلة سكيبتيكال انكواير في مقر أمهرست 2014
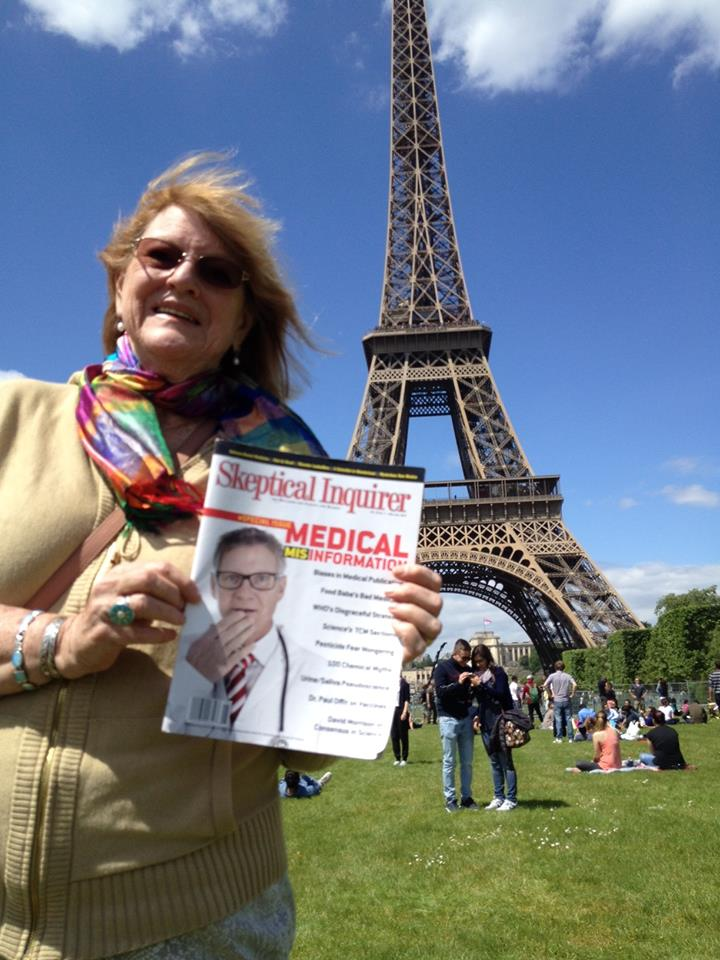
سكيبتيكال انكوايرر في باريس

## روابط خارجية
- الموقع الرسمي